# 天神川 (京都市)

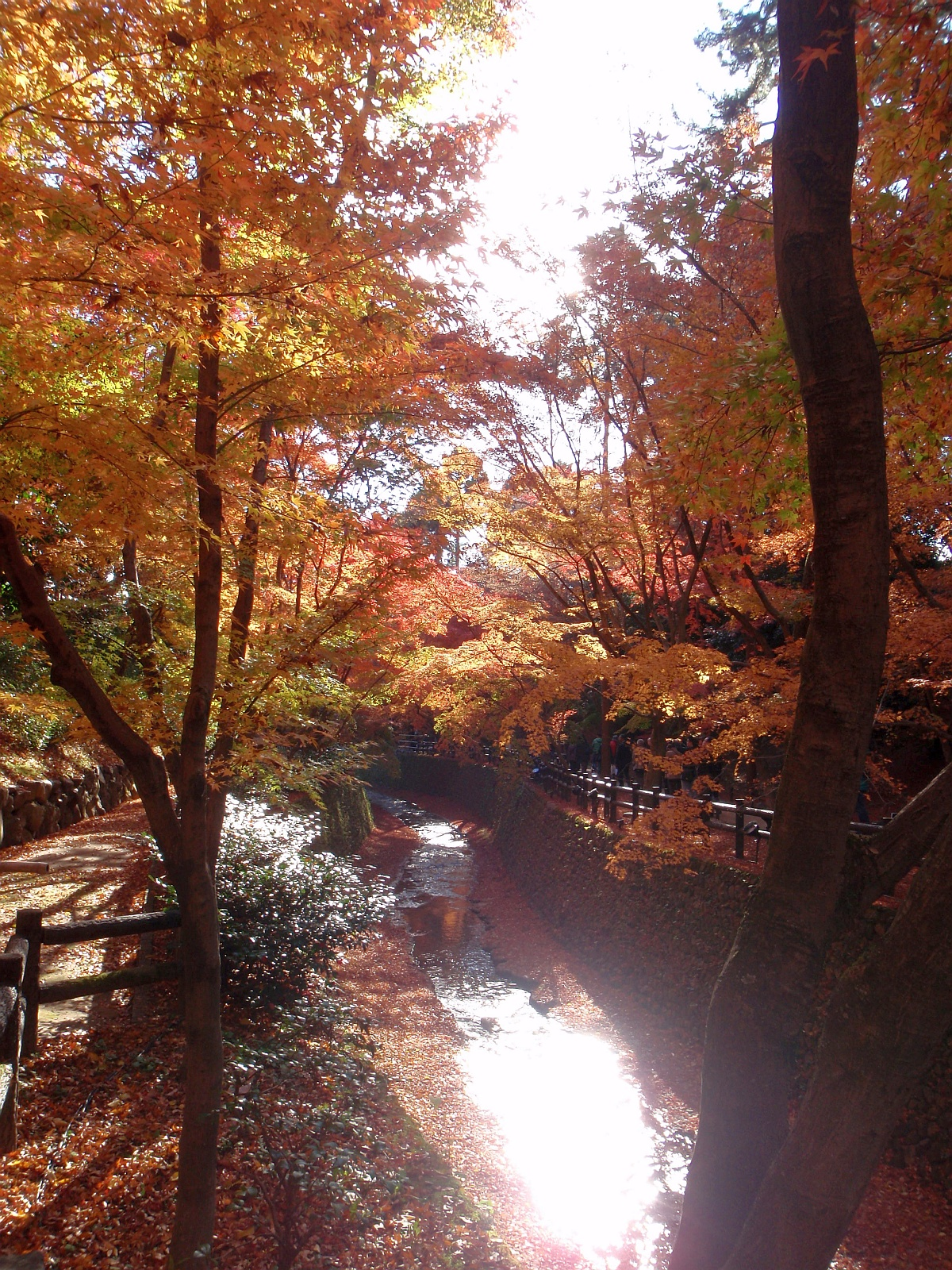
北野天満宮境内（もみじ苑）にて

天神川（てんじんがわ）は、京都府京都市を流れる淀川水系の一級河川。
現在は上流部が紙屋川とも呼ばれるが、江戸時代までは紙屋川の名が一般的であった。古くは西堀河と称した。「天神川」の名は、中流で北野天満宮の西を流れていることによる。なお、その北野天満宮と接する付近に御土居が残る。
また四条から西京極橋の左岸にはソメイヨシノの桜並木が延々と続き、開花シーズンになれば壮麗な眺めになり、桜の名所の一つとして市民に親しまれている。

## 地理
京都市右京区鳴滝の沢山（標高515.8m）東麓に発し、一旦北流。北区鷹峯台地を囲むように東へ出た後は概ね南流、京都市街の衣笠・北野を潤す。北野天満宮の西方を流れ、しばらくのあいだ西大路通の東側100mあたりを並行して南進する。
花園付近(円町駅の南方)で西に寄って一級河川の御室川を併せ、一級河川西高瀬川と交差。御室川合流から西京極まで天神川通（国道162号・京都市道184号宇多野吉祥院線）と並行してさらに南流し、南区吉祥院下ノ向町で一級河川桂川に注ぐ。

### 水害による河川付け替え
1935年（昭和10年）6月29日に発生した京都水害（「鴨川水害」とも呼ばれるが、浸水面積は天神川、桂川沿いのほうが広い）で天神川も氾濫。被災後、花園より南側は現在のように付け替えられた。
水害以前は天神川は丸太町通以南では天井川となって蛇行しながら西院から西京極の東側から吉祥院へと流れ、御室川は宇多川を合流部から天井川となって南下、途中西高瀬川と立体交差して西京極をへて西中付近で桂川へと注いでいた。それが京都水害で両河川とも沿川に甚大な被害が発生した。特に天神川沿川には人家が多く、河川の拡幅が困難なことから、御室川への付け替え、掘込河道化が決定したが着工されず紙屋川周辺住民が昭和13年9月に勤労奉仕で着工、昭和15年に本格着工したが戦時下で計画大部分は中断した。
昭和26年7月の水害で丸太町通りとの交差部付近で決壊して西の京地区が浸水した。御室川では山陰本線下流の5ヶ所で決壊、沿岸の常盤・太秦地区が浸水した。さらに有栖川、瀬戸川が氾濫し、これらの氾濫は合流し東梅津から南へ山内・西院・西京極を水没させた。被害は床上浸水1473戸・床下浸水5177戸を出した。被災後に再度着工され昭和29-30年にかけての工事で御室川は石積み護岸のかみそり堤防となった。また昭和33年には支流の紙屋川に砂防堰堤が造られた。

### 砂防ダム内に集落
1953年に土砂災害防止のために砂防堰堤（北緯35度2分37.6秒 東経135度44分7.5秒 / 北緯35.043778度 東経135.735417度）が設けられたが、完成直後から建設に関わったとみられる人たちが堆砂敷に住宅を建て、「不法占拠」のかたちで住み着いている が、砂防ダムの構造上、大きな出水のたびに堆砂敷内の家屋が浸水してきた。近年では、2010年7月に浸水事案が発生。2012年7月15日の集中豪雨でも30棟の床上浸水被害があり、住民4人がボートで救出される事案が発生した。
このように大雨の度に繰り返し浸水していることに加えて、2014年8月には広島で多数の犠牲者を出した土砂災害が起こり、防災のあり方に注目が集まったため、京都府はそれまで黙認していた姿勢を転換して住民の自主移転を視野に本格的に動き出した。
しかし、高齢化が著しい住民の間には「なぜ今更」という反発や、立ち退き後の生活の見通しが立たないことへの不安が広まっており、さらには住民組織がなく住民代表もいないために個別対応を迫られていることも重なって、住民側との協議は難航している。
2013年に46戸あった家は2022年までに18戸の解体が終わっている。

## 流域の自治体
京都府
京都市右京区、北区、上京区、中京区、右京区、南区

## 支流
- 吉兆谷川
- 原谷川
- 御室川
- 中田川
  - 高鼻川
  - 三宝寺川
    - 宇多野谷川
- 西高瀬川

## 主な橋梁

### 東西の道
- 天神川北大路橋（北大路通）
- 金閣寺橋 （鞍馬口通）
- 上野橋 （西方：廬山寺通、東方：寺之内通）
- 紙屋川橋（笹屋町通）
- 北野橋（今出川通）
- 一条橋（一条通）
- 鍋町橋（仁和寺街道）
- 上ノ下立売橋（妙心寺通）
- 西ノ京橋（丸太町通）

### 南北の道
- 佐井橋（佐井通）
- 壷井橋（佐井西通）
- 西小路橋（西小路通）
- 山王橋（木辻通）

### 東西の道
- 山ノ内橋（御池通）
- 猿田彦橋（三条通）
- 貝川橋（四条通）
- 西綾小路橋（綾小路通）
- 西高辻橋（高辻通）
- 西万寿寺橋（万寿寺通）
- 西五条橋（五条通）
- 西京極橋（天神川通）
- 葛野西橋（葛野西通）
- 川勝寺橋
- 七条橋（七条通）
- 桂小橋（八条通）